# 70-я параллель северной широты
70-я параллель северной широты — воображаемая линия, проходящая по поверхности Северного полушария Земли. Расстояние до Экватора — 7770 км, до Северного полюса — 1679 км. В связи с тем, что параллель находится севернее Северного полярного круга, на ней в течение 60-ти летних дней солнце не опускается за горизонт (полярный день), а в течение 45-ти зимних — не поднимается над ним (полярная ночь).

## Проходит через
Начиная от Гринвичского меридиана 70-я параллель северной широты проходит через Скандинавию, Россию, США, Канаду.
| Координаты               | Страна, территория или море | Примечания      |
| ------------------------ | --------------------------- | --------------- |
| 70°00′ с. ш. 0°00′ в. д. | Атлантический океан         | Норвежское море |

## В культуре
- 70-я параллель северной широты упомянута в стихотворении «В часы ночные, ледяные...» (1937—1956) советского поэта Варлама Шаламова.
- В 1968 году советскими (ленинградскими) авторами, композитором Станиславом Пожлаковым и поэтом Леонидом Лучкиным, написана ставшая впоследствии популярной песня «Ребята семидесятой широты»[3].
- В 1992 году российский певец и музыкант Евгений Осин выпустил музыкальный альбом под названием «70-я широта».